# Çubukçubaşı
Çubukçubaşı war im Osmanischen Reich der Titel der Person die für den Tabak des Sultans zuständig war.